# Andreas Ebel (Politiker)

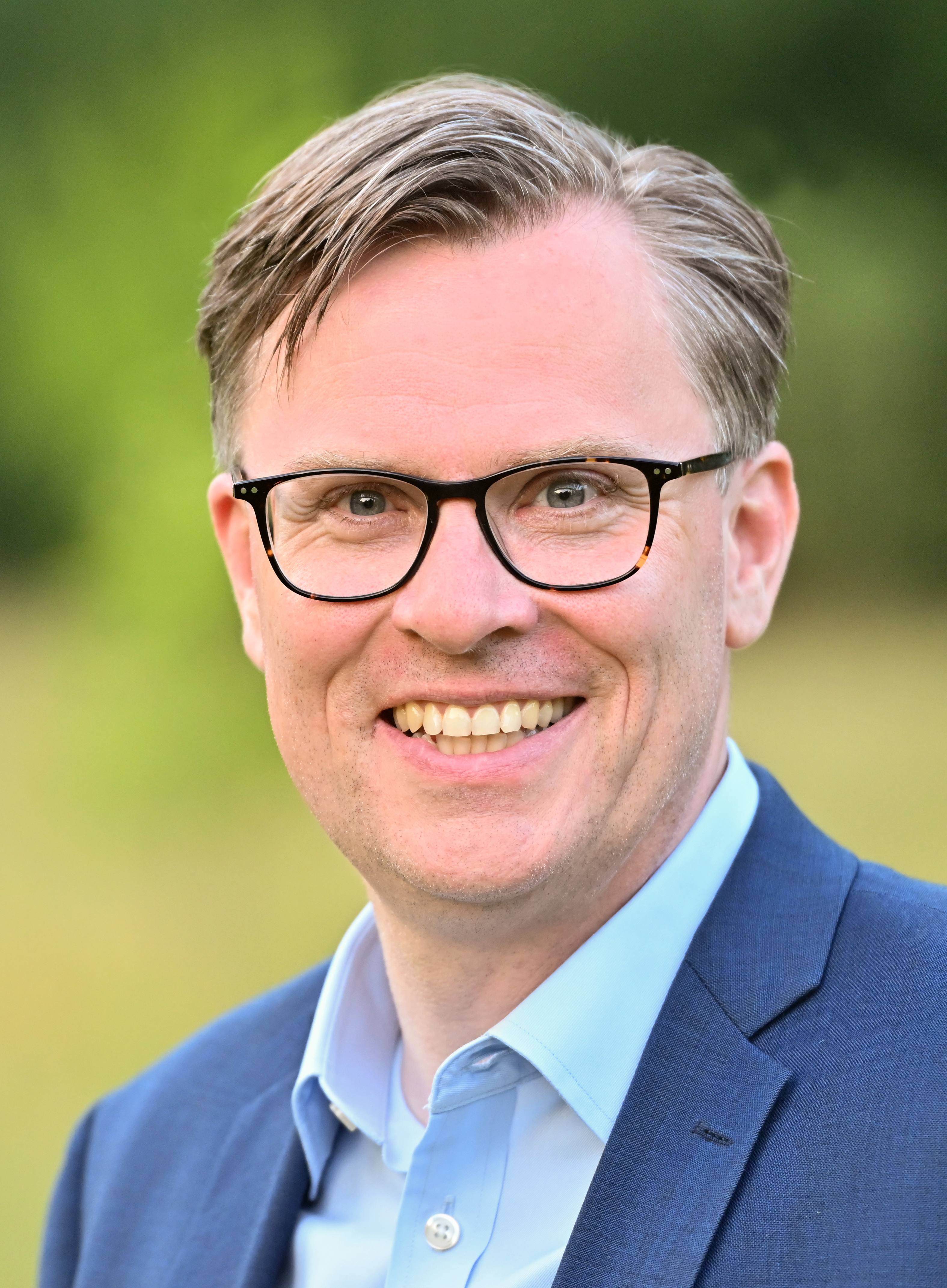
Andreas Ebel (2021)

Andreas Ebel (* 21. März 1971 in Celle) ist ein deutscher CDU-Politiker in Niedersachsen. Von 2014 bis 2021 war er Landrat des Landkreises Gifhorn.

## Leben
Ebel wuchs in Hassel bei Celle auf. Er wurde als Schüler Mitglied der Jungen Union und trat später in die CDU ein. Er absolvierte eine Ausbildung zum Polizisten beim Bundesgrenzschutz in Gifhorn. Während seiner anschließenden Berufstätigkeit erwarb er 1994 am Abendgymnasium Kleine Burg in Braunschweig das Abitur. Er begann ein Studium der Forstwissenschaften an der Universität Göttingen, an der er den Abschluss Diplom-Forstwirt erlangte. Anschließend arbeitete er als Berater für das Frankfurter Internet-Unternehmen newtron sowie als Geschäftsführer des Kompetenznetzes für nachhaltige Holznutzung. 2006 wurde er an der Universität Göttingen als Forstwissenschaftler promoviert. Das Thema seiner Dissertation lautet Druckverteilung auf Kontaktflächen unter Forstreifen.
2007 bis 2008 war Ebel wissenschaftlicher Mitarbeiter des CDU-Bundestagsabgeordneten Henning Otte. 2008 wechselte Ebel in die niedersächsische Landesverwaltung, in der er als persönlicher Referent der Sozialministerin Mechthild Ross-Luttmann (CDU) arbeitete. Er wurde Wissenschaftlicher Oberrat und war als stellvertretender Referatsleiter für Belange von Menschen mit Behinderung zuständig. Für ein Jahr war Ebel als Dezernent in die Verwaltung des Landkreises Celle abgeordnet. Schließlich kehrte er in das Sozialministerium zurück, in dem er für Menschen mit Migrationshintergrund zuständig war.
Ebel wurde als Spitzenkandidat der CDU für die Landratswahl im Landkreis Gifhorn nominiert. Er gewann am 25. Mai 2014 im ersten Wahlgang mit rund 51 % der Stimmen und löste damit am 1. November 2014 Marion Lau (SPD) ab, die nicht erneut zur Wahl angetreten war. 
Er verlor die Landratswahl 2021 bei der Stichwahl gegen den SPD-Kandidaten Tobias Heilmann.
Ebel ist verheiratet und lebt in Steinhorst. Das Paar hat eine Tochter und einen Sohn.